# Коппе, Робер
Робе́р Коппе́ (фр. Robert Coppée; 22 апреля 1895 года — 19 июля 1952 года) — бельгийский футболист, нападающий. Олимпийский чемпион 1920 года.

## Клубная карьера
Всю карьеру нападающий провёл в ФК «Юнион». Робер Коппе сыграл 116 матчей и забил 91 гол за «Юнион». В составе «Юниона» футболист выигрывал чемпионат и кубок Бельгии.

## Сборная Бельгии
9 марта 1919 года нападающий сыграл первый матч за сборную Бельгии против Франции (2:2). В 1920 году Робер Коппе участвовал в футбольном турнире Олимпийских игр в Антверпене. В четвертьфинале бельгийский нападающий забил три мяча и помог Бельгии победить Испанию со счётом 3:1. В полуфинале против Нидерландов нападающий не забивал, Бельгия одержала победу со счётом 3:0 и вышла в финал. В финальном матче против Чехословакии Робер Коппе открыл счёт на 6 минуте, Бельгия выиграла матч со счётом 2:0. В 1924 году Робер Коппе сыграл один матч на футбольном турнире летних Олимпийских игр в Париже против Швеции: Швеция разгромила Бельгию со счётом 8:1, а для Робера этот матч стал последним за сборную Бельгии.

## Достижения
- Чемпион Бельгии: 1923
- Обладатель Кубка Бельгии: 1914
- Олимпийский чемпион: 1920